# ハマナスの花
『ハマナスの花』（ハマナスのはな）は、日本のロックバンド、Galileo Galileiが2010年2月24日にリリースした、メジャーデビューミニアルバムである。

## 収録曲
1. ハマナスの花
au「LISMO!」CMソング。配信開始から約1か月で100万ダウンロードを突破した[1]。
2. 胸に手をあてて
3. Answer
4. フリーダム
5. Ч・♂・P
読み「アメラブ」(アメーバラブラドールの略)。インスト。
6. ロックスター